# Nárai
Nárai è un comune dell'Ungheria di 1.073 abitanti (dati 2001). È situato nella contea di Vas.